# Bargasos
Bargasos (altgriechisch Βάργασος Bárgasos) ist eine Gestalt der griechischen Mythologie.
Wie Apollonios von Aphrodisias in seinem 4. Buch der Karika, einer Geschichte Kariens, bei Stephanos von Byzanz überliefert, war Bargasos ein Sohn des Herakles mit der Barge. In Karien galt er laut Apollonios als Eponym der Stadt Bargasa. Von seinem Halbbruder Lamos, dem Sohn des Herakles mit der Omphale, wurde er vertrieben. Er hatte einen Sohn namens Kyardos, König der Karer und Namensgeber für die Stadt Kyarda in Karien.